# Spółgłoska przedniojęzykowo-dziąsłowa
Spółgłoska przedniojęzykowo-dziąsłowa – sposób artykulacji spółgłosek polegający na zbliżeniu przedniej części języka do dziąseł. W ten sposób wymawia się np. polskie /l/, /r/ i angielskie /t/, /d/, /n/.
W większości języków świata spółgłoski /s/ i /z/ są dziąsłowe, ale w językach słowiańskich, w tym w polskim, są one zębowe.
Spółgłoski dziąsłowe mogą być apikalne (czubek języka dotyka dziąseł) lub laminalne (z dziąsłami styka się górna powierzchnia języka). W większości języków /t/, /d/, /l/ i /n/ są apikalne, a /s/ i /z/ są laminalne. Ze spółgłoskami zwartymi laminalnymi mamy do czynienia w języku francuskim. Hiszpańskie /s/ jest apikalne w kastylijskim, ale laminalne w reszcie Hiszpanii i w Ameryce.
W języku baskijskim apikalne /s/ i /ts/ są odrębnymi fonemami i kontrastują z laminalnymi (zapisywanymi z i tz).
Zbliżone do spółgłosek dziąsłowych są spółgłoski zadziąsłowe i spółgłoski z retrofleksją